# Revok
Revok (* 1977 in Riverside, Kalifornien; bürgerlich Jason Williams) ist ein US-amerikanischer Urban-Art- und Graffitikünstler.
Einer breiteren Masse wurde Revok durch seinen Rechtsstreit gegen das Modelabel H&M bekannt, das seine Kunst im öffentlichen Raum unbefugt für Werbezwecke genutzt hat.

## Leben
Durch die Comicsammlung und die Cover auf den Alben der Musiksammlung seines Vaters motiviert, begann Revok in den 1990er Jahren mit der Erstellung erster Graffiti. Nachdem ihm in Los Angeles nach mehreren Verhaftungen wegen Vandalismus das Erstellen weiterer Graffiti untersagt worden war, zog er 2012 nach Detroit. Aus seiner Arbeit in Detroit entstand das 2014 erschienene Buch Revok: Made in Detroit.

## Verhaftungen wegen Vandalismus
Revok wurde mehrfach wegen Vandalismus aufgrund unerlaubter Graffitikunstwerke verhaftet. Nach der ersten Verhaftung im Jahr 2009
in Los Angeles wurde er auf Bewährung freigelassen. Kurze Zeit später wurde er in Australien verhaftet, wo er illegale Graffiti am Flughafen erstellte. Wegen Verdachts auf Verstoß gegen seine Bewährungsauflagen aus der ersten Verhaftung wurde er in den USA ein weiteres Mal verhaftet. Bei der darauf folgenden Hausdurchsuchung wurden unter anderem mehrere hundert Farbsprühdosen sichergestellt, deren Besitz ihm laut seinen Bewährungsauflagen verboten war. Im Jahr 2011 wurde er erneut in Los Angeles wegen Vandalismus verhaftet. Seine Kaution setzte mit 320.000 US-Dollar einen neuen Rekord für Vandalismus. Von seiner Strafe verbüßte er 180 Tage im Gefängnis.

## Ausstellungen
Einzelausstellungen
- Tragedy & Triumph, Vicious Gallery, Hamburg, 2011.[2][9]
- Ordinary Things, Library Street Collective, Detroit, 2012.[2][9]
- Gilgamesh, Known Gallery, Los Angeles, 2012.[2][9]
- Pose-Revok, The Mine Gallery, Dubai, 2014.[9]
- Revok, Ruttkowski;68, Köln, 2015.[2][9]
- Revok, Library Street Collective, Los Angeles, 2015.[2][9]

Gruppenausstellungen
- Nimbus Vapor, Opera Gallery, New York, 2009.[2][9]
- Hookers, Corey Helford Gallery, Los Angeles, 2012.[2][9]
- SCOPE Art Fair, Jonathan LeVine Gallery booth, Basel, 2012.[2][9]
- City Of Fire, Stephen Webster Gallery, Los Angeles, 2013.[2][9]
- Uphill Both Ways, Jonathan LeVine Gallery, New York, 2013.[2][9]
- Art Truancy, Jonathan LeVine Gallery, New York, 2014.[2][9]